# Meridià 78 a l'est
El meridià 78 a l'est de Greenwich és una línia de longitud que s'estén des del pol Nord travessant l'oceà Àrtic, Àsia, l'oceà Índic, l'oceà Antàrtic i l'Antàrtida fins al pol Sud.
El meridià 78 a l'est forma un cercle màxim amb el meridià 102 a l'oest. Com tots els altres meridians, la seva longitud correspon a una semicircumferència terrestre, uns 20.003,932 km. Al nivell de l'Equador, és a una distància del meridià de Greenwich de 8.683 km.

## De Pol a Pol
Començant en el pol Nord i dirigint-se cap al pol Sud, aquest meridià travessa:
| Coordenades                             | País, territori o mar        | Notes |
| --------------------------------------- | ---------------------------- | --- |
| 90° 0′ N, 78° 0′ E / 90.000°N,78.000°E  | Oceà Àrtic                   | |
| 81° 7′ N, 78° 0′ E / 81.117°N,78.000°E  | Mar de Kara                  | Passa a l'est de l'illa Vize, Rússia |
| 72° 35′ N, 78° 0′ E / 72.583°N,78.000°E | Rússia                       | Illa Oleni i península de Guidan Rússia |
| 72° 6′ N, 78° 0′ E / 72.100°N,78.000°E  | Badia de Iuratski            | |
| 71° 51′ N, 78° 0′ E / 71.850°N,78.000°E | Rússia                       | Península de Guidan |
| 71° 15′ N, 78° 0′ E / 71.250°N,78.000°E | Badia de Khalmier            | |
| 70° 56′ N, 78° 0′ E / 70.933°N,78.000°E | Rússia                       | Península de Guidan |
| 68° 22′ N, 78° 0′ E / 68.367°N,78.000°E | Estuari del Taz              | |
| 68° 13′ N, 78° 0′ E / 68.217°N,78.000°E | Rússia                       | Península de Guidan |
| 67° 40′ N, 78° 0′ E / 67.667°N,78.000°E | Estuari del Taz              | |
| 67° 31′ N, 78° 0′ E / 67.517°N,78.000°E | Rússia                       | |
| 53° 11′ N, 78° 0′ E / 53.183°N,78.000°E | Kazakhstan                   | Passa a través del Llac Balkhaix |
| 42° 52′ N, 78° 0′ E / 42.867°N,78.000°E | Kirguizstan                  | Passa a través del llac Issik Kul |
| 41° 4′ N, 78° 0′ E / 41.067°N,78.000°E  | República Popular de la Xina | Xinjiang |
| 35° 35′ N, 78° 0′ E / 35.583°N,78.000°E | Aksai Chin                   | Disputat entre Índia i República Popular de la Xina - per uns 11 km |
| 35° 29′ N, 78° 0′ E / 35.483°N,78.000°E | Índia                        | Jammu i Caixmir - per uns 10 km, reclamat per Pakistan |
| 35° 24′ N, 78° 0′ E / 35.400°N,78.000°E | Aksai Chin                   | Disputat entre Índia i República Popular de la Xina - per uns 10 km |
| 35° 18′ N, 78° 0′ E / 35.300°N,78.000°E | Índia                        | Jammu i Caixmir - reclamat per Pakistan · Himachal Pradesh · Uttarakhand · Uttar Pradesh · Rajasthan · Madhya Pradesh · Maharashtra · Telangana · Andhra Pradesh · Karnataka · Tamil Nadu |
| 8° 20′ N, 78° 0′ E / 8.333°N,78.000°E   | Oceà Índic                   | |
| 60° 0′ S, 78° 0′ E / 60.000°S,78.000°E  | Oceà Antàrtic                | |
| 69° 7′ S, 78° 0′ E / 69.117°S,78.000°E  | Antàrtida                    | Territori Antàrtic Australià, reclamada per Austràlia |